# Resolució 810 del Consell de Seguretat de les Nacions Unides
La Resolució 810 del Consell de Seguretat de les Nacions Unides fou adoptada per unanimitat el 8 de març de 1993. Després de recordar resolucions 668 (1990) i 745 (1992), el Consell, després de deplorar la violència política contínua a Cambodja en violació dels Acords de París, així com els atacs i la detenció de membres de l'Autoritat Transitòria de les Nacions Unides a Cambodja (UNTAC), va discutir les properes eleccions a l'Assemblea Constituent, com a part d'un procés de reconciliació nacional.
La resolució va aprovar la decisió del Consell Nacional Suprem de Cambodja de que les eleccions se celebrin entre el 23 i el 27 de maig de 1993, expressant la seva satisfacció en la inscripció dels votants i va instar a totes les parts a cooperar amb la UNCTF en els preparatius per a les eleccions. També va demanar a la UNTAC que creés i mantingués un entorn polític neutral que propiciés la celebració d'eleccions lliures i justes, demanant al Secretari General Boutros Boutros-Ghali que informés al Consell de Seguretat d'aquests preparatius abans del 15 de maig de 1993.
Dirigint-se als partits cambodjans, inclosos Funcinpec, Front d'Alliberament Nacional del Poble Khmer, el Partit de Kamputxea Democràtic i el Partit de l'Estat de Cambodja, el Consell va demanar a tots que ajudessin a crear tolerància per una competició política pacífica, tenint en compte la llibertat d'expressió, d'assemblea, llibertat de moviment i llibertat de premsa i assegurant al poble cambodjà que aquesta votació serà secreta. També va exigir que totes les parts posessin fi als actes de violència i a totes les amenaces i intimidacions comeses per motius polítics o ètnics i respectin els Acords de París signats el 1991.
El Consell va expressar la seva confiança en la capacitat de la UNTAC de dur a terme unes eleccions lliures i justes i la seva disposició per donar suport als resultats de les eleccions, sempre que les Nacions Unides les certifiquessin com a lliures i justes. També va reconèixer que els cambodjans tenen la responsabilitat d'acordar una constitució i formar un govern dins dels tres mesos posteriors a les eleccions.
La resolució 810 va concloure acollint amb beneplàcit la decisió del Consell Nacional Suprem de protegir els recursos naturals, exigint a totes les parts garantir la seguretat del personal de la UNTAC i deixar d'intimidar-los i va demanar a Boutros-Ghali que informés sobre altres mesures necessàries per assegurar la realització dels Acords de París.